# Salenioida
De Salenioida zijn een orde van zee-egels uit de superorde Calycina. Vier van de vijf families bestaan uit uitgestorven soorten.

## Families
- Acrosaleniidae Gregory, 1900 †
- Goniophoridae Smith & Wright, 1990 †
- Hyposaleniidae Mortensen, 1934 †
- Pseudosaleniidae Vadet, 1999b †
- Saleniidae L. Agassiz, 1838